# Søetatens Pigeskole
Søetatens Pigeskole, tidligere Bygningskulturens Hus, ligger i Borgergade 111 i København. Bygningen blev opført i 1859, oprindeligt som pigeskole for børn af de ansatte i Søetaten, men efter kun ti år blev den omdannet til søkadetskole og også kendt som Gernersgades Kaserne. Bygningen er tegnet i historicistisk stil af arkitekt Bernhard Seidelin, og blev fredet i 1992. Realdania By & Byg ejer i dag Søetatens Pigeskole og gennemførte 2020-2022 en omfattende indvendig restaurering af huset, der nu er genåbnet som erhvervsejendom.

## Historie
Under Besættelsen blev kasernen angrebet som led i Operation Safari den 29. august 1943. Den indkvarterede styrke bestod da af 21. bataillons 1. kompagni, 1 kaptajn, ca. 70 befalingsmænd og menige (hjælpetropper), 21. bataillons 3. kompagni, 1 kaptajn og ca. 15 befalingsmænd og menige (uddannet mandskab, vagtkompagni). Endvidere 6 menige (rekrutter) af 17. bataillon, vagtforstærkning. Få minutter før kl. 4 den 29. august gav skildvagten melding om, at tyskerne var udenfor kasernens port. Umiddelbart efter blev porten sprængt, og ild blev åbnet mod døråbningen med automatiske våben. Under heftig skydning stormede tyskerne ind i kasernebygningen. Tyskerne skød med maskinpistol gennem døren til stuerne i stueetagen, hvorved flere danske soldater blev såret. Det lykkedes imidlertid den ældste tilstedeværende officer at få skydningen standset, hvorefter tyskerne tog kasernen under bevogtning. 1 overofficiant og 1 menig blev dræbt og 5 personer såret.

## Ejerliste
- 1859-1869: Søetatens Pigeskole; arkitekt Bernhard Seidelin
- 1869-1939: Søofficersskolen; tværbygning og inspektørbolig
- 1939-1970: Søværnskommandoen; besat af tyskerne under krigen
- 1973-1990: Afdeling af Geodætisk Institut
- 1991-2003: Købt af advokatfirmaet Lett & Co.; fredet 1992
- 2003-: Købt af Realdania; udlejet til Bygningskulturelt Råd, der nu hedder Bygningskultur Danmark. I dag er ejerskabet overgået til Realdanias datterselskab Ejendomsselskabet Realdania By & Byg